# Lịch sử Maroc
Lịch sử cư trú của con người ở Ma-rốc kéo dài kể từ Thời đại đồ đá cũ, với người được biết đến sớm nhất là Jebel Irhoud. Sau đó, Ma-rốc là một phần của văn hóa Iberia, bao gồm cả Taforalt. Nó bắt nguồn từ việc thành lập Mauretania và các vương quốc Berber cổ đại khác, đến việc thành lập nhà nước Ma-rốc bởi triều đại Idrisid  tiếp theo là các triều đại Hồi giáo khác, qua các thời kỳ thuộc địa và độc lập.
Bằng chứng khảo cổ cho thấy rằng khu vực này là nơi sinh sống của vượn nhân hình ít nhất 400.000 năm trước. Lịch sử được ghi lại của Ma-rốc bắt đầu bằng việc thực dân Phoenician ở bờ biển Ma-rốc giữa thế kỷ thứ 8 và thứ 6 trước Công nguyên, mặc dù khu vực này có người Berber bản địa sinh sống trong khoảng hai ngàn năm trước đó. Vào thế kỷ thứ 5 trước Công nguyên, thành bang Carthage đã mở rộng quyền bá chủ đối với các khu vực ven biển. Họ ở đó cho đến cuối thế kỷ thứ 3 trước Công nguyên, trong khi vùng nội địa được cai trị bởi các vị vua bản địa. Các vị vua Berber bản địa cai trị lãnh thổ từ thế kỷ thứ 3 trước Công nguyên cho đến năm 40 sau Công nguyên, khi nó bị sáp nhập vào Đế chế La Mã. Vào giữa thế kỷ thứ 5 sau Công nguyên, nó đã bị người Vandal xâm lược, trước khi được Đế quốc Byzantine phục hồi vào thế kỷ thứ 6.
Khu vực này đã bị người Hồi giáo chinh phục vào đầu thế kỷ thứ 8 sau Công nguyên, nhưng đã tách khỏi Umayyad Caliphate sau Cuộc nổi dậy Berber năm 740. Nửa thế kỷ sau, nhà nước Ma-rốc được thành lập bởi triều đại Idrisid. Dưới triều đại Almoravid và Almohad, Morocco thống trị Maghreb và Hồi giáo Tây Ban Nha. Triều đại Saadi cai trị đất nước từ năm 1549 đến 1659, sau đó là Alaouites từ năm 1667 trở đi, hiện là triều đại cầm quyền của Maroc.